# Stazione di Acquarossa-Comprovasco
La stazione di Acquarossa-Comprovasco è stata una stazione ferroviaria della ferrovia Biasca-Acquarossa, chiusa il 29 settembre 1973. Era a servizio del comuni di Acquarossa e di Comprovasco.

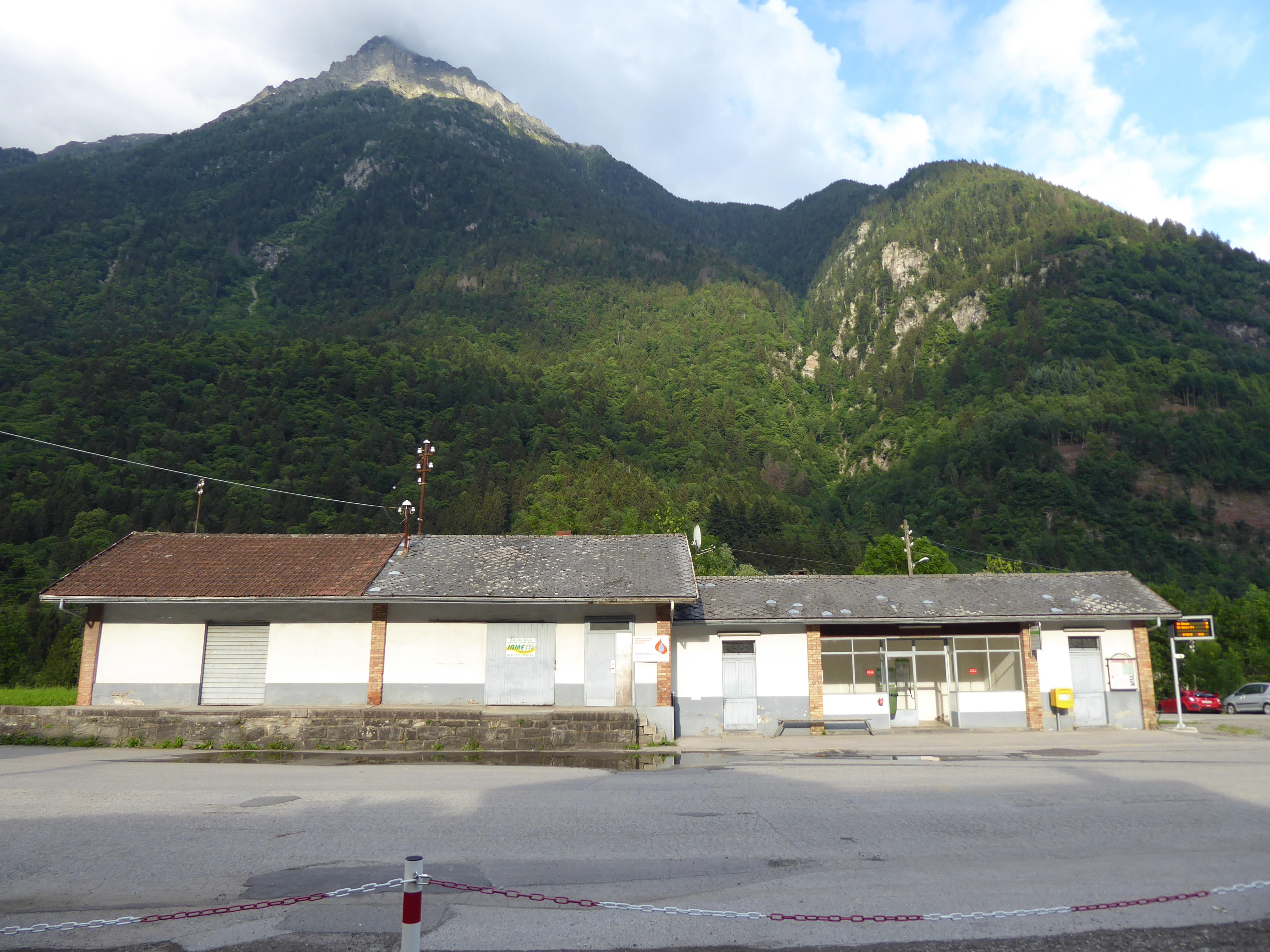
Il magazzino merci nel 2018 a destra dove c'è il cartello era il luogo dove sorgeva il fabbricato viaggiatori

## Strutture e impianti

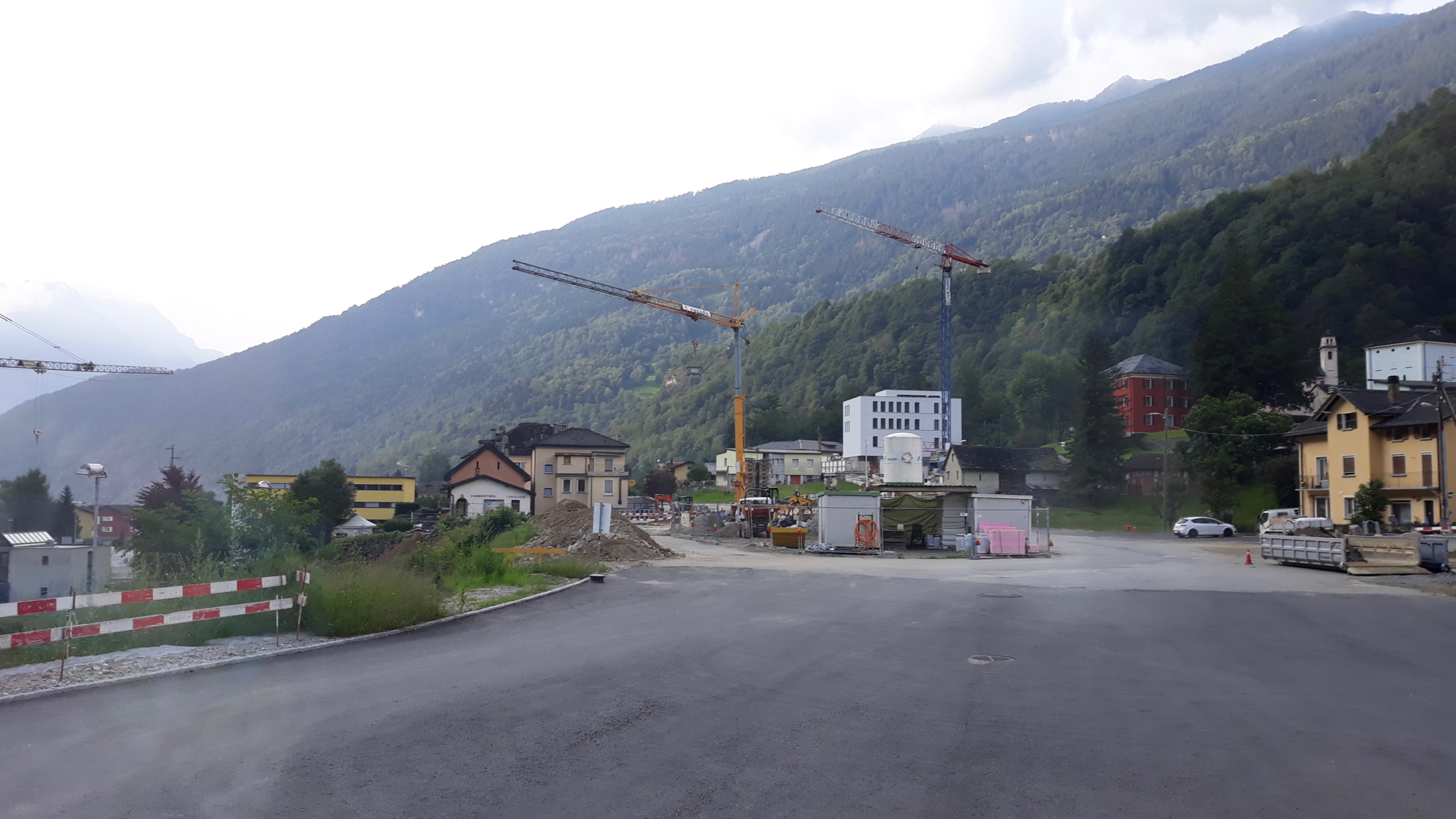
L'ex piazzale dei binari della stazione durante le fasi di demolizione del magazzino merci

Era costituita da un fabbricato viaggiatori, un magazzino merci di modeste dimensioni, tre depositi locomotive e quattro binari. Ad oggi rimangono solo i tre depositi locomotive (riutilizzati dopo la chiusura dai bus) e il magazzino merci venne demolito nel 2019 mentre i binari sono stati smantellati e il fabbricato viaggiatori è stato demolito.